# Філіберто Луккезе
Філіберто Луккезе (справжнє ім'я Філіп Альберт Луккезе; 26 грудня 1606, Меліде — 21 травня 1666, Відень) — італійський архітектор і скульптор. У середині XVII століття був придворним архітектором у Відні, створив ряд будівель у Відні та Моравії в стилі бароко.

## Біографія
Народився в сім'ї Джованні Луккезе та його дружини Єлизавети. Мав двох братів та сестру. Походив з родини будівельників з міста Лукка (звідси і прізвище — Луккезе). Його дід Альберто Луккезе був будівельником на службі у королівського губернатора Фердинанда Тірольського, а прадід — Джованні Луккезе старший — був архітектором літнього палацу Гвєзда у Празі.
До 1640 року Філіберто Луккезе служив у армії імператора Священної Римської імперії Фердинанда ІІІ. Ймовірно, він займався укріпленням фортець в Угорщині задля захисту від набігів османів.
Першою роботою Філіберто для імператорського двору у Відні стала каплиця св. Бригіди Шведської. Іншою його роботою була паломницька церква Маріабрунн у Гадерсдорфі. Також у Відні він брав участь у будівництві церкви Кірхе-ам-Гоф та урочища Леопольдін у Гофбурзі. У 1665 році він спроєктував будівництво єпископської резиденції в Кромержижі для єпископа Оломоуцького.
З 1650-х років Луккезе працював на моравського губернатора Яна Ротталя. Для нього він збудував сімейний палац у Голешові. Також на службі у Ротталя Луккезе відбудував церкву Успіння Пресвятої Богородиці у стилі бароко, побудував каплицю святого Кржижа (зменшена копія каплиці Бригіди Шведської), а також почав відбудовувати замок Лобковіце, що став новою резиденцією Ротталів та сильно постраждав під час Тридцятилітньої війни.

## Роботи Філіберто Луккезе

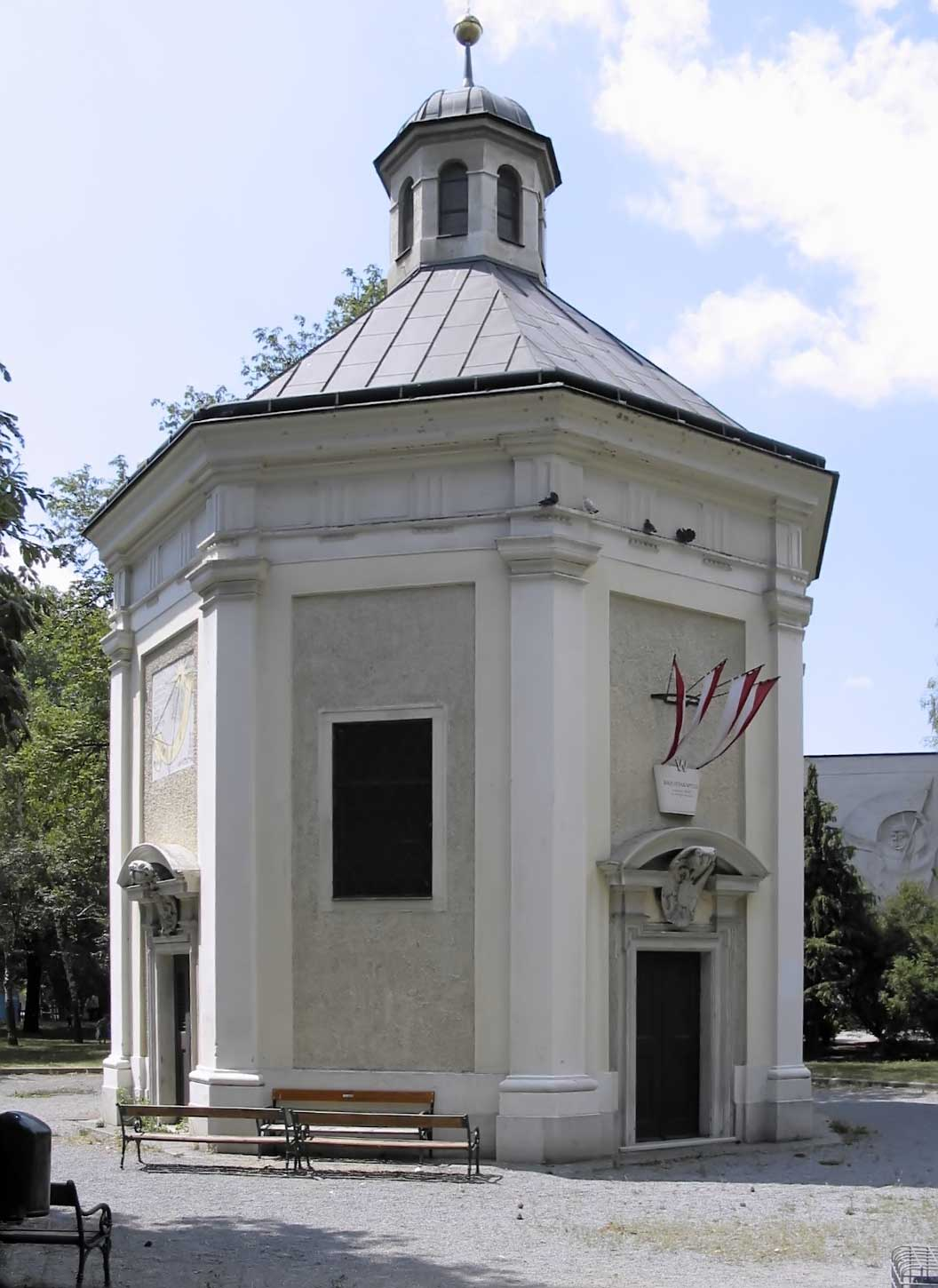
Каплиця св. Бригіти Шведської, Відень
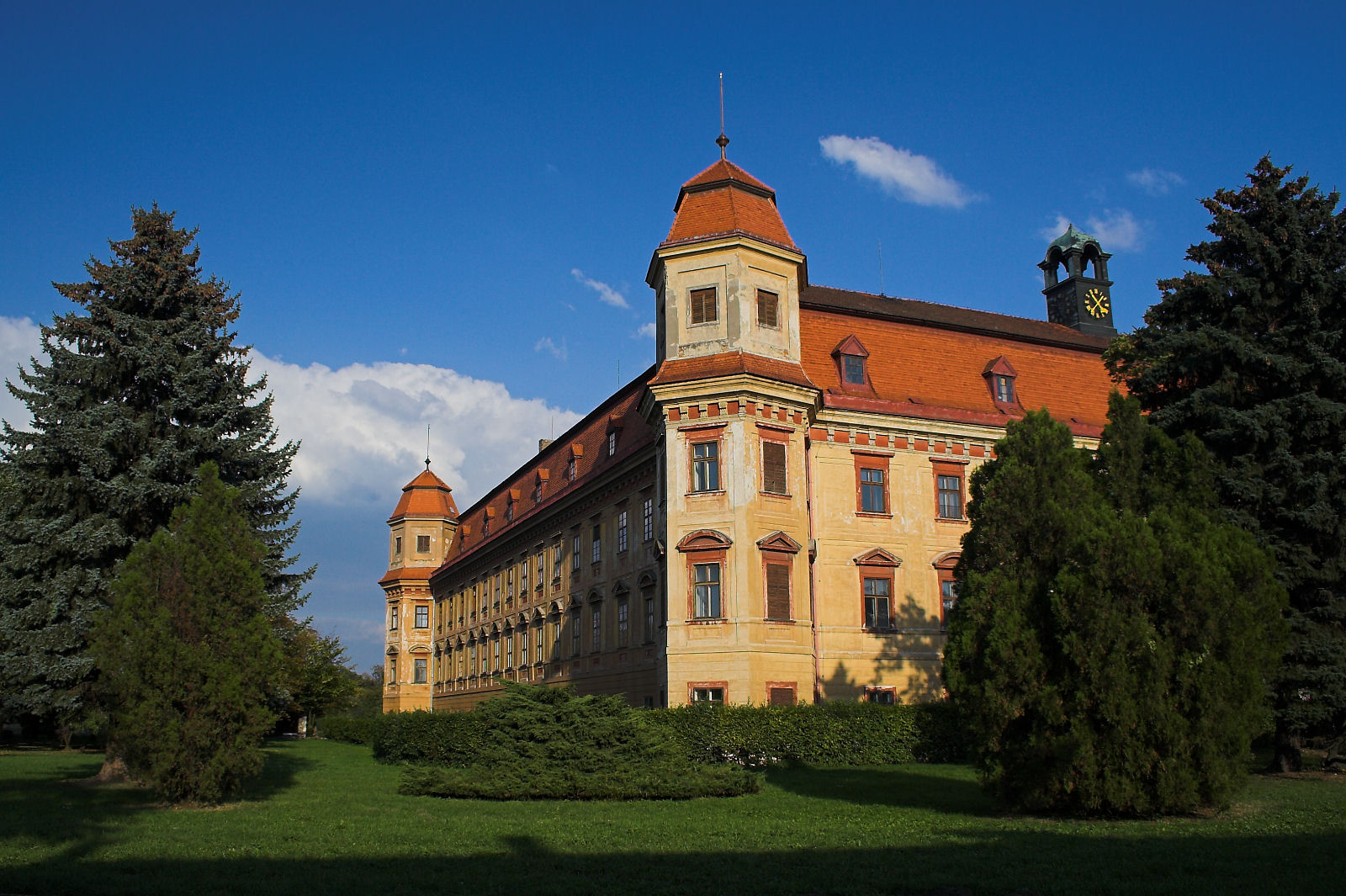
Замок у Голешові
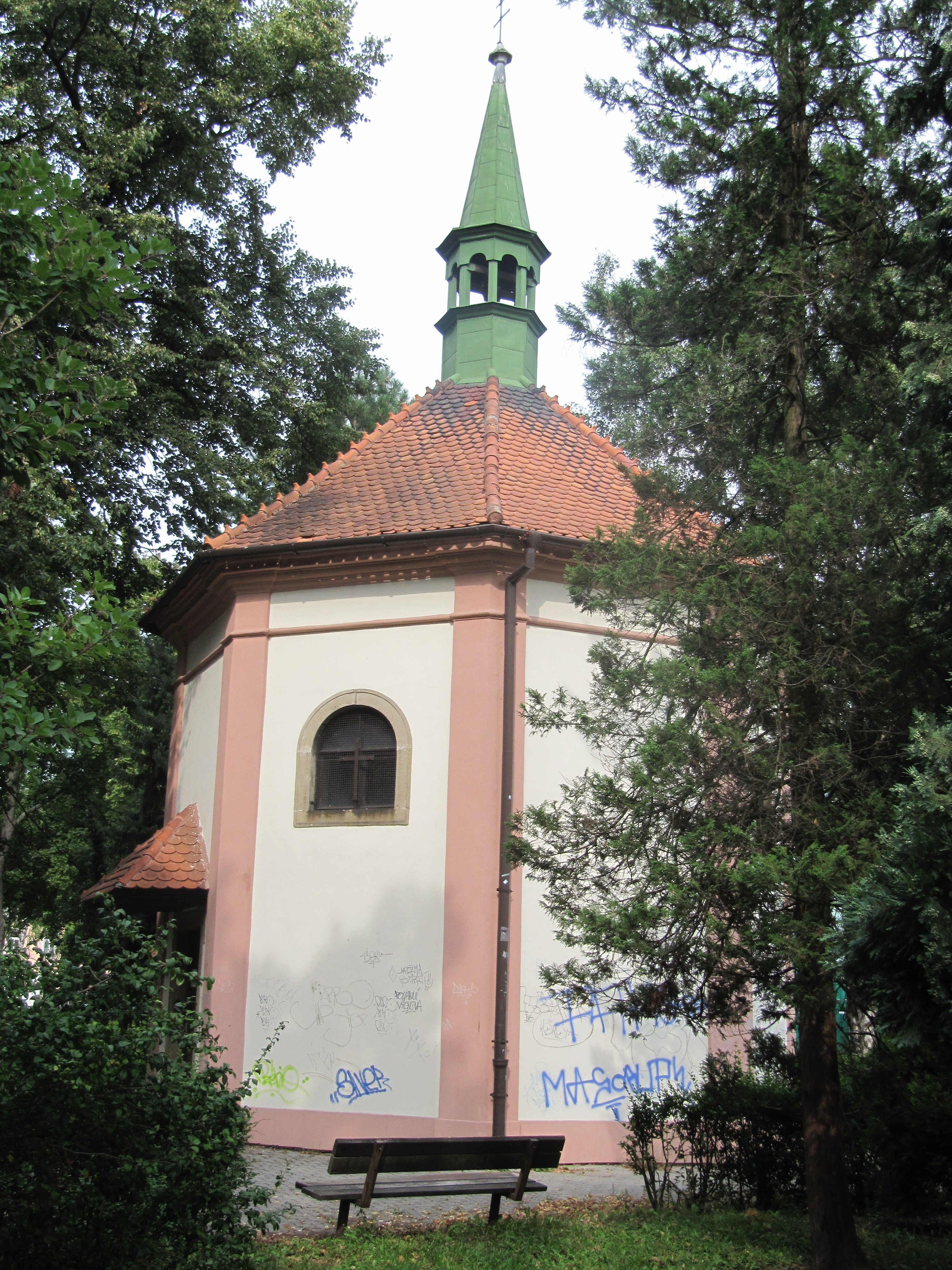
Каплиця святого Кржижа у Голешові
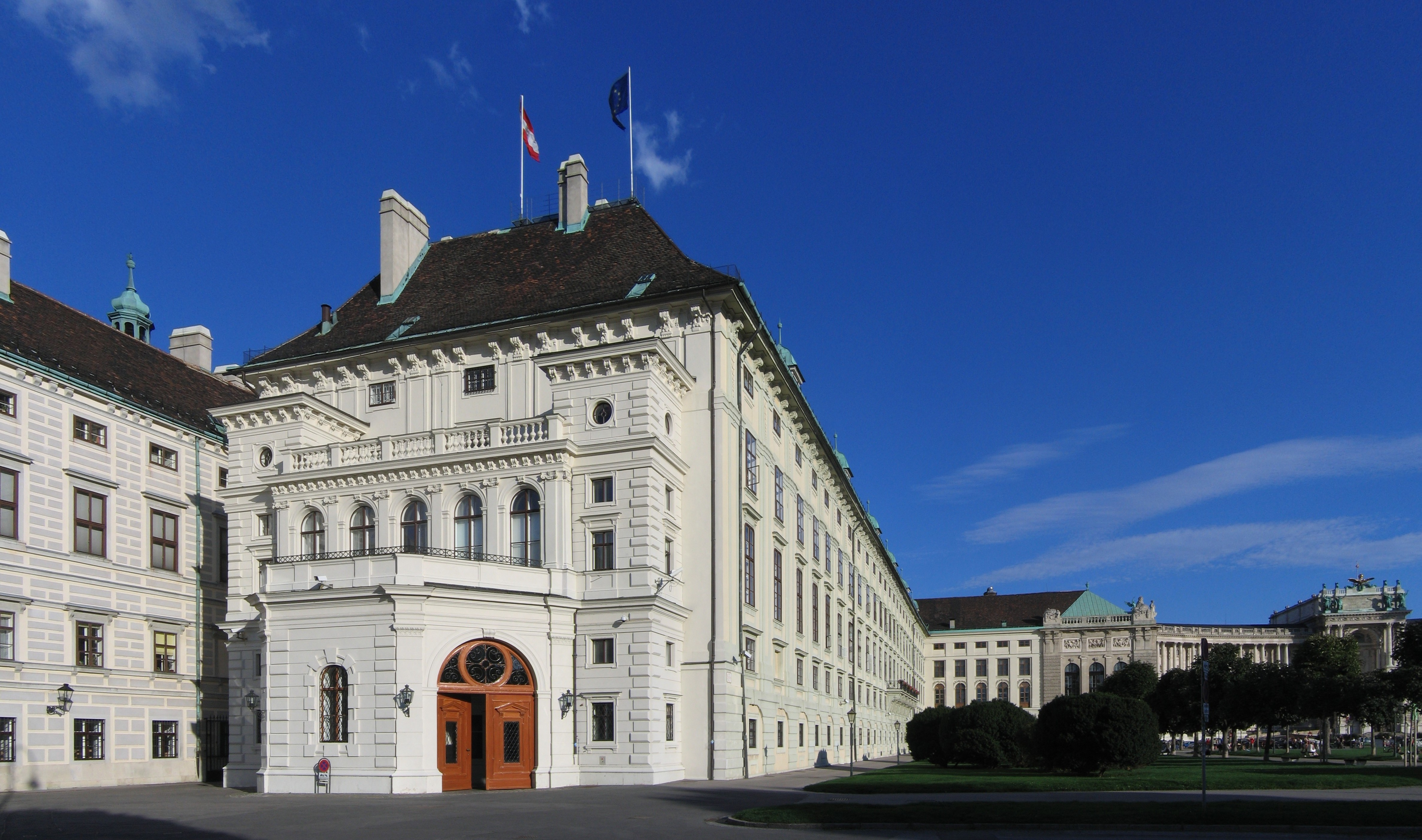
Леопольдино, Гофбург
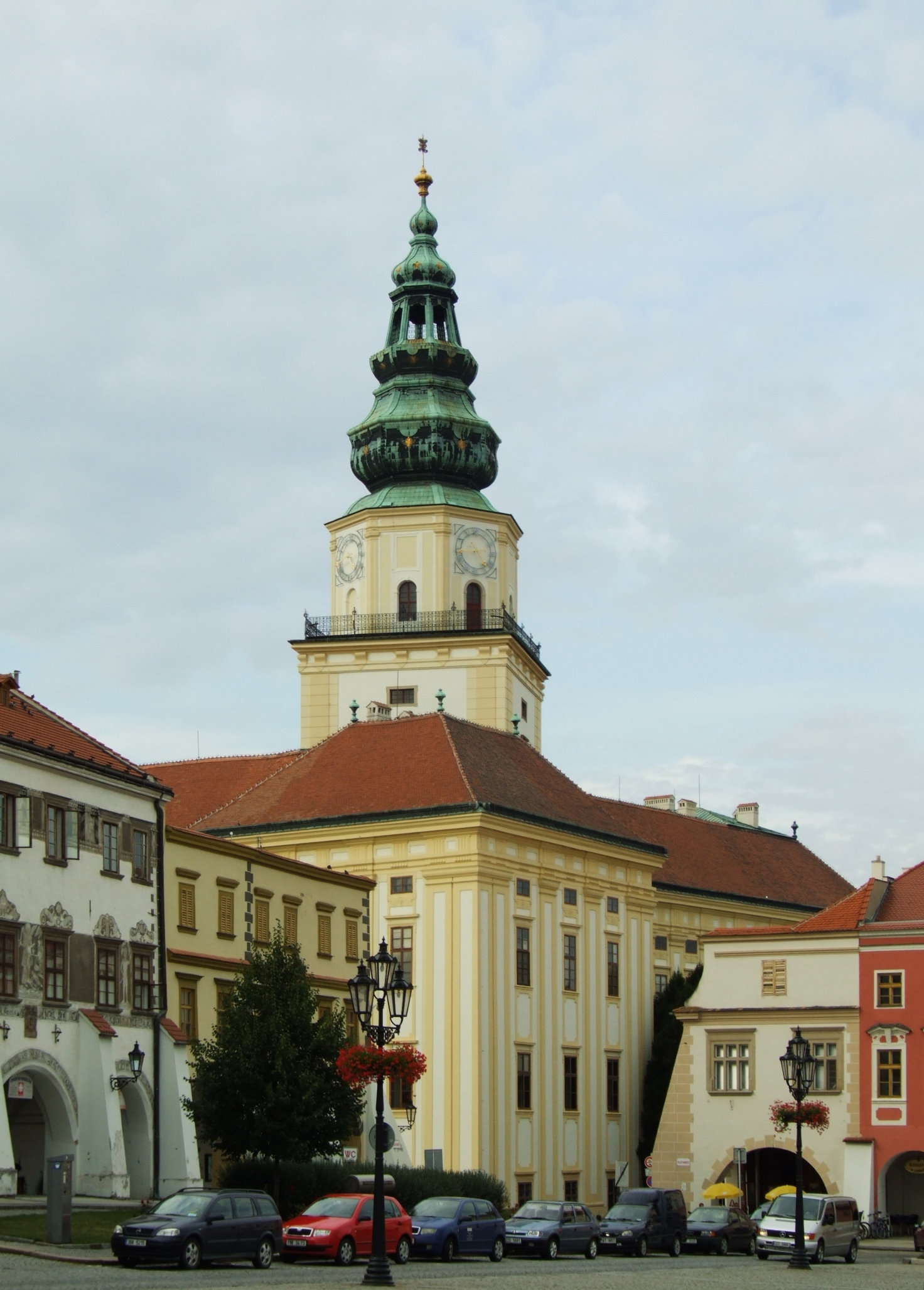
Замок Кромержиж